# Isabelle Thorpe
Isabelle Thorpe (Bristol, 4 marzo 2001) è una nuotatrice artistica britannica.

## Palmarès
- Mondiali

Doha 2024: argento nel duo tecnico, bronzo nel duo libero
Singapore 2025: bronzo nel duo misto libero
- Europei

Belgrado 2024: argento nel duo libero e nel duo tecnico
Funchal 2025: argento nel duo misto tecnico
- Giochi europei

Cracovia 2023: bronzo nel duo libero

### Coppa del Mondo
- 4 podi:
  - 1 vittoria (1 nel duo)
  - 3 terzi posti (3 nel duo)

#### Coppa del mondo - vittorie
| Data          | Luogo  | Paese   | Disciplina  |
| ------------- | ------ | ------- | ----------- |
| 3 maggio 2024 | Parigi | Francia | Duo tecnico |